# Millières (Manche)
Millières ist eine französische Gemeinde mit 760 Einwohnern (Stand: 760) im Département Manche in der Region Normandie. Die Gemeinde gehört zum Arrondissement Coutances und zum Kanton Créances. Die Einwohner werden Milliériens genannt.

## Geographie
Millières liegt etwa 28 Kilometer westnordwestlich von Saint-Lô. Der Ay begrenzt die Gemeinde im Norden. Umgeben wird Millières von den Nachbargemeinden Vesly im Norden und Nordwesten, Saint-Patrice-de-Claids im Norden und Nordosten, Périers im Osten, Saint-Sauveur-Villages mit Vaudrimesnil im Südosten, Muneville-le-Bingard im Süden, La Feuillie im Westen sowie Lessay im Nordwesten.

## Bevölkerungsentwicklung
| 1962                       | 1968 | 1975 | 1982 | 1990 | 1999 | 2006 | 2018 |
| -------------------------- | ---- | ---- | ---- | ---- | ---- | ---- | ---- |
| 623                        | 590  | 591  | 542  | 560  | 562  | 559  | 788  |
| Quellen: Cassini und INSEE |      |      |      |      |      |      |      |

## Sehenswürdigkeiten
- Kirche Saint-Étienne, Monument historique
- Kapelle Saint-Roch aus dem 15. Jahrhundert
- Kapelle Saint-Wilmer-et-Saint-Wandrille
- Herrenhaus La Champagne aus der Mitte des 17. Jahrhunderts, Monument historique
- Herrenhaus L'Épinerie
- Megalith

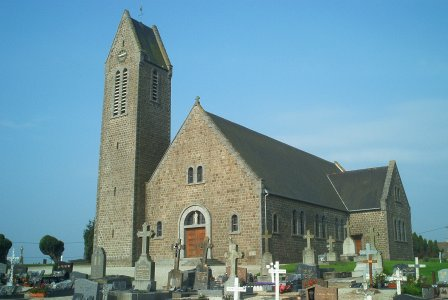
Kirche Saint-Étienne
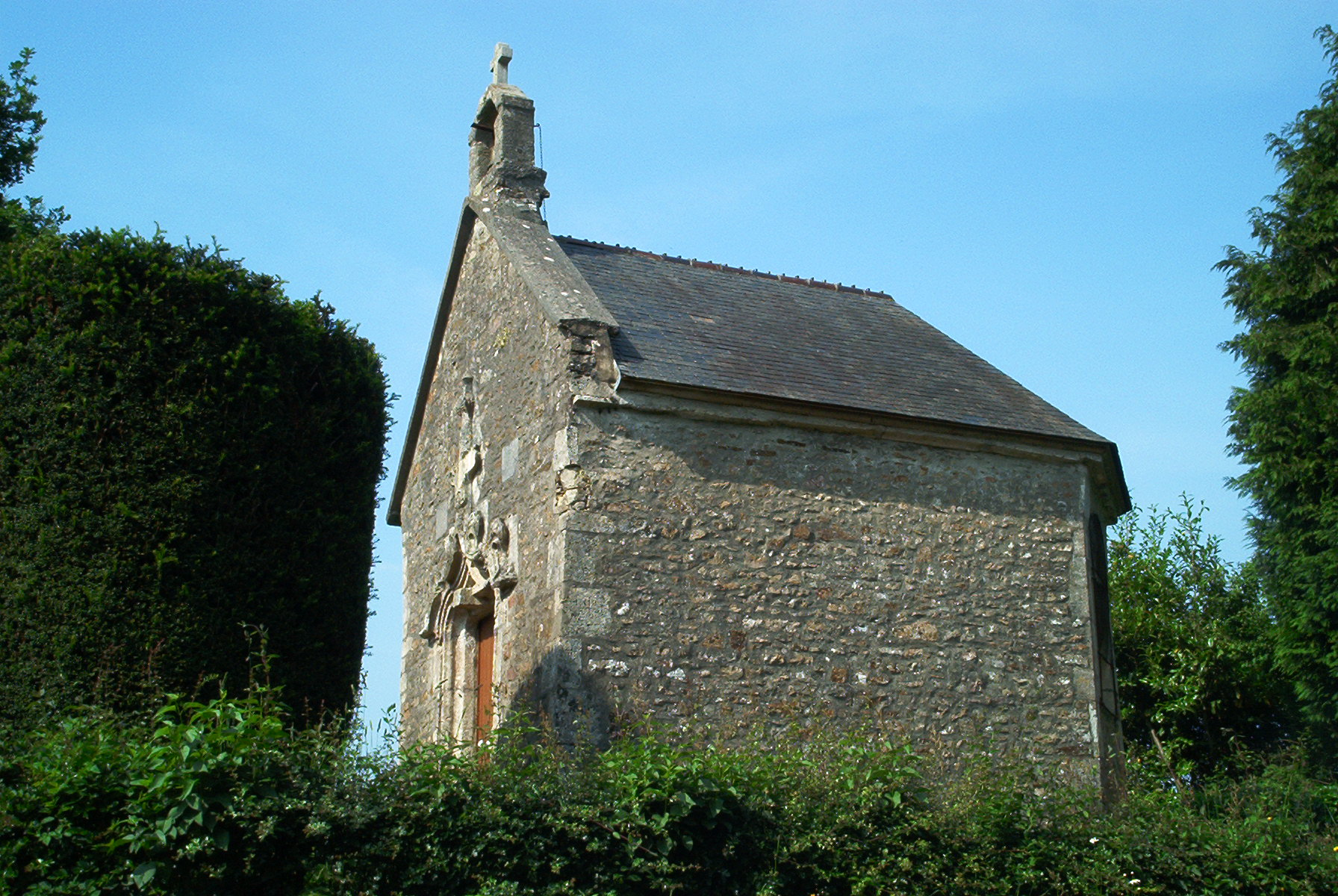
Kapelle Saint-Roch
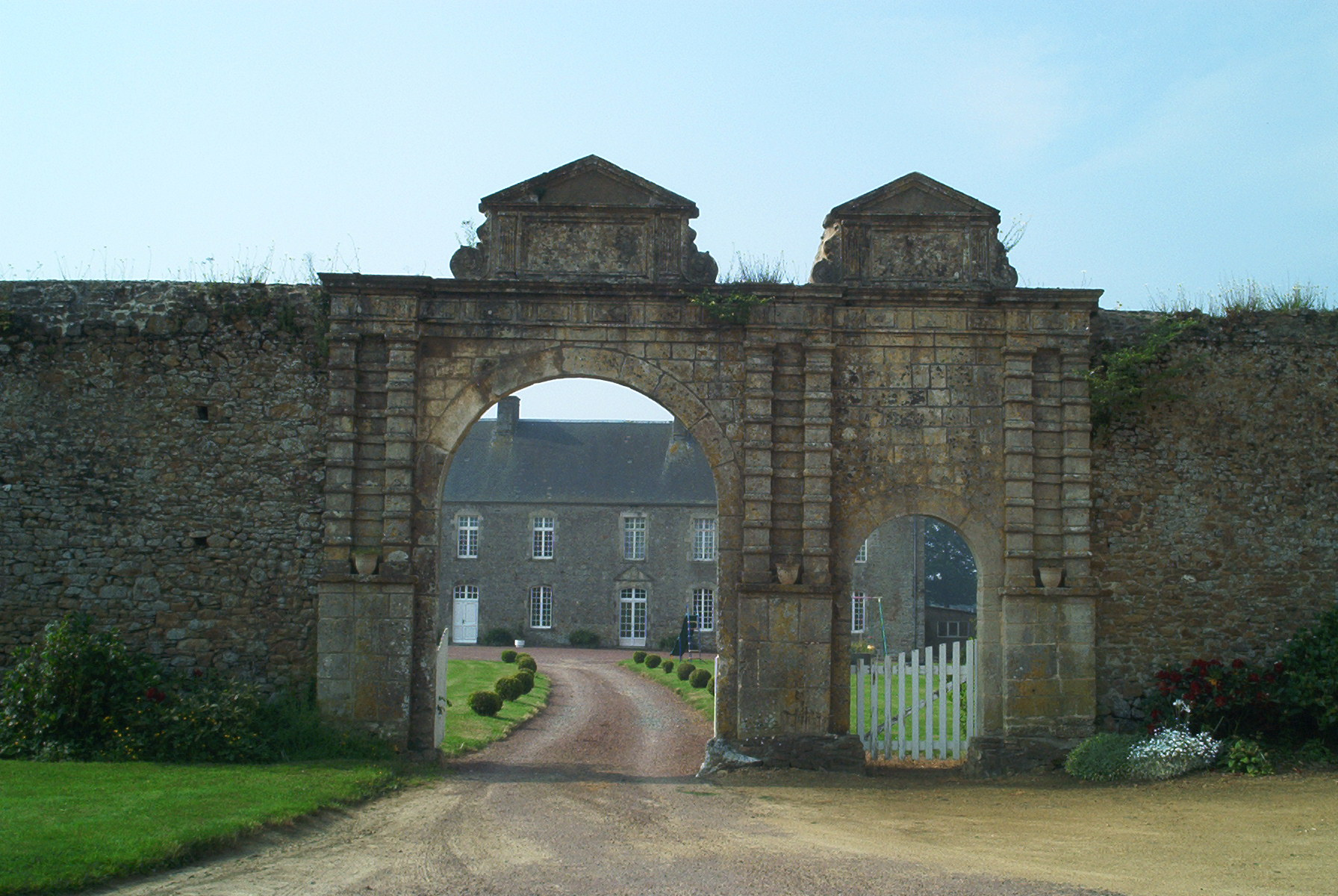
Portal des Herrenhauses La Champagne